# Fernanda Lira
Fernanda Lira (Sao Paulo, 9 de septiembre de 1989) es una cantante y bajista brasileña, reconocida por su participación en la banda femenina de thrash metal Nervosa Y como la vocalista de la banda death metal Crypta. 

## Carrera
Fernanda inició en la música desde una temprana edad. Su padre, también músico, fue una gran influencia para ella en su infancia. Con Steve Harris como su héroe musical, Fernanda se convirtió en una bajista autodidacta. Antes de dedicarse a la música cursó periodismo y se desempeñó como maestra de inglés. Entre 2012 y 2015 fue conductora del programa Nación Pesada en Radio UOL, junto a su amigo Julio Feriato.
Desde el año 2011 hasta el 2020 fue la cantante y bajista de la banda de thrash metal Nervosa. Anteriormente tocó en las bandas Hellgard (2008-2009) y HellArise (2009-2011). Actualmente toca en Crypta.

## Discografía
- Rise of a Kingdom, Hellgard (Demo, 2009)
- Human Disgrace, HellArise (Demo, 2010)
- Time of Death, Nervosa (EP, 2012)
- Victim of Yourself, Nervosa (Álbum, 2014)
- Agony, Nervosa (Álbum, 2016)
- Downfall of Mankind,Nervosa (Album, 2018)
- Echoes of the Soul, Crypta (Álbum, 2021)

## Premios y nominaciones

### FemMetal Awards
| Año  | Trabajo nominado        | Categoría              | Resultado |
| ---- | ----------------------- | ---------------------- | --------- |
| 2021 | Fernanda Lira (Nervosa) | Mejor vocalista brutal | Nominada  |
| 2021 | Fernanda Lira (Nervosa) | Mejor instrumentista   | Nominada  |